# Súng máy Vickers
Súng máy Vickers hoặc súng Vickers là tên loại súng máy làm mát bằng nước với cỡ nòng 0,303 inch (7,7 mm). Súng máy Vickers được dùng cho quân đội Anh và khối Thịnh vượng chung Anh. Nó được sản xuất bởi Công ty trách nhiệm hữu hạn Vickers (Vickers Limited). Súng thường yêu cầu một nhóm từ sáu đến tám người sử dụng: Một cầm bắn, một để đỡ dây (băng) đạn vào thân súng, những người còn lại để giúp nạp đạn và thay thế dây đạn mới. Nó phục vụ từ trước Chiến tranh thế giới thứ nhất cho đến năm 1968. Các phiên bản khác được giải nhiệt bằng gió của nó phục vụ trên nhiều máy bay chiến đấu của lực lượng không quân phe Hiệp Ước trong Chiến tranh thế giới thứ nhất.

## Lịch sử
Súng máy Vickers được thiết kế theo mẫu súng máy Maxim 1884 vốn rất thành công vào những năm cuối thế kỷ XIX. Sau khi mua lại công ty Maxim vào năm 1896, Vickers đã cải tiến thiết kế của mẫu Maxim 1884 bằng cách đơn giản hóa thao tác cơ khí, sử dụng hợp kim có độ bền cao cho một số chi tiết nhất định, đảo ngược cơ chế giật và bổ sung thêm một chóp bù giật ở đầu nòng.
Quân đội Anh chính thức thông qua súng Vickers như súng máy tiêu chuẩn vào ngày 26 Tháng 11 năm 1912, sử dụng đồng thời cùng với súng Maxim 1884. Vẫn còn thiếu hụt rất lớn loại súng này khi chiến tranh thế giới thứ nhất bắt đầu, và các lực lượng viễn chinh Anh vẫn trang bị súng Maxim 1884 khi hành quân đến Pháp vào năm 1914. Vickers Limited bị đe dọa truy tố trách nhiệm hình sự tại Anh vì hãng này trục lợi chiến tranh, đẩy giá cho mỗi khẩu súng được bán ra quá đắt. Kết quả là, giá được giảm xuống cho hợp lý. Theo tiến triển của chiến tranh, số lượng súng Vickers được trang bị tăng lên, nó đã trở thành súng máy chính của quân đội Anh, và phục vụ trên tất cả các mặt trận trong cuộc chiến đấu đối mặt. Khi Lewis Gun đã được thông qua như một khẩu súng máy tiểu liên và phát hành cho các đơn vị bộ binh, súng Vickers đã được định nghĩa lại như súng máy trung liên, thu hồi từ các đơn vị bộ binh, và nhóm lại trong tay của các đội súng trung liên mới (khi nó thuộc súng máy cỡ nòng 0,5 inch/12.7 mm, thân súng được gắn trên giá đỡ, súng máy Vickers đã trở thành súng máy trung liên). Sau Chiến tranh Thế giới Thứ nhất, các đội dùng súng trung liên đã bị giải tán và súng Vickers được trao lại cho đơn vị bộ binh. Trước khi Chiến tranh thế giới thứ hai xảy ra, đã có kế hoạch thay thế súng Vickers. Một trong những ứng cử viên là súng máy Besa 7,92 mm (0,312 inch) (một thiết kế của Czech), mà cuối cùng đã trở thành tiêu chuẩn súng máy gắn trên xe tăng quân đội Anh. Tuy nhiên, súng Vickers vẫn được sử dụng trong quân đội Anh cho đến ngày 30 tháng 3 năm 1968. Hoạt động cuối cùng của nó là ở Radfan trong trận Giải cứu Aden. Phiên bản kế nhiệm của súng Vickers tại Vương quốc Anh là L7 GPMG.

## Sử dụng trên máy bay chiến đấu
Năm 1913, một phiên bản súng máy Vickers đã được gắn thử nghiệm trên máy bay cánh kép Vickers EFB1, có lẽ cũng là đầu tiên trên thế giới nhằm mục đích thiết kế máy bay chiến đấu. Tuy nhiên, vào thời điểm phiên bản đang sản xuất, trang bị vũ khí trên Vickers FB5 đã được thay thế bằng một khẩu Lewis và đi vào hoạt động một năm sau đó.
Trong Thế chiến I, khẩu súng Vickers đã trở thành một vũ khí tiêu chuẩn trên máy bay quân sự của Anh và Pháp, đặc biệt là sau năm 1916. Mặc dù nặng hơn so với súng Lewis (10 với 19 kg) nhưng tốc độ bắn của nó làm cho dễ dàng để đồng bộ hóa để cho phép nó bắn xuyên qua cánh quạt của máy bay mà không gây hư hại cánh quạt (người ta gọi cách bắn này là bắn đồng bộ). Đai đạn vải của nó được bọc lại  để hạn chế ảnh hưởng từ gió. Những chiếc Sopwith Camel nổi tiếng và các loại SPAD XIII được trang bị một cặp súng máy Vickers và 500 viên đạn, cũng như máy bay chiến đấu của Anh và Pháp, được dùng phổ biến giữa năm 1918 và đến giữa thập niên 1930. Ở trên không, hệ thống làm mát bằng nước được gắn thêm bên ngoài những tấm lá xách để gió luồn vào nhiều hơn và sự giảm nhiệt đã được phát huy đáng kể.
Trước khi Chiến tranh thế giới thứ hai bắt đầu, vũ khí trên máy bay chiến đấu của Anh cũng được thiết kế lại để tăng cường hiệu quả tác chiến. Súng máy Vickers được thay thay thế bằng mẫu .303 Browning, phiên bản Browning M1919 sử dụng đạn .303 (7.7x56mm) tiêu chuẩn của Quân đội Anh đi kèm với một số sửa đổi nhỏ khác, được trang bị hộp đạn gắn liền với súng, trọng lượng của súng nhẹ hơn (cho phép nó mang nhiều đạn hơn) và tốc độ bắn nhanh hơn  (1150 phát/phút), vị trí đặt súng cũng được đưa ra phía ngoài cánh, góp phần mở rộng tầm nhìn của khoang lái, mở rộng phạm vi bắn và quan trọng nhất đó chính là khẩu .303 Browning được sửa đổi để bắn khi khóa nòng mở nên nó không thể bắn đồng bộ qua cánh quạt của các máy bay tiêm kích Anh trong Thế chiến 2 được. Các máy bay Gloster Gladiator của RAF là loại cuối cùng được trang bị chúng, mặc dù sau đó đã thay thế bằng những khẩu .303 Browning. Chiếc Fairey Swordfish vẫn tiếp tục được trang bị súng máy Vickers cho đến khi hãng kết thúc sản xuất mẫu súng của họ vào tháng 8 năm 1944.
Một số máy bay chiến đấu và ném bom Thế chiến thứ hai của Quân đội Anh cũng trang bị súng máy Vickers K (hay còn có tên khác là VGO, viết tắt của Vickers Gas Operated). Nó cũng là một thiết kế súng máy của Vickers, nhưng khác hoàn toàn phiên bản cũ. Vickers K được phát triển vào năm 1935 theo thiết kế Vickers-Berthier từ năm 1932 của hãng Vickers. Nó hoạt động bằng cơ chế trích khí và chỉ sử dụng được hộp tiếp đạn dạng chảo tròn 60 hoặc 100 viên.

## Các biến thể
Cỡ nòng lớn hơn (0.5 inch) của Vickers đã được sử dụng trên các phương tiện chiến đấu bọc thép và tàu hải quân.
Khẩu súng máy Vickers 0,5 inch, Mk. II đã được sử dụng trong xe tăng, trước đó Mark I đã được phát triển mô hình. Phiên bản này bắt đầu sản xuất năm 1933 và đã lỗi thời vào năm 1944. Súng bắn từng viên hoặc tự động, có kim hỏa hoạt động cực nhanh, có thêm tay cầm và hộp đạn với cỡ đạn .0,303 (7,7 mm) đã thay thế Mk. II thời điểm đó.
Khẩu Vickers, 0,5-inch, Mk. III đã được sử dụng như một súng chống máy bay trên tàu Hải quân Anh. Bốn súng được gắn trên một ụ xoay 360 ° và có khẩu độ từ -10 ° tới +80 °. Dây đạn được cuộn lại thành hình xoắn ốc và được đặt trong ụ bên cạnh mỗi súng. Đầu đạn đồng nặng 1,3 oz (37 g) và có tầm bắn 1500 yard (1400 m). Tốc độ bắn tối đa Mark III khoảng 700 viên/phút từ một dây đạn 200 viên chứa trong thùng hình trống. Mark III được trang bị từ năm 1920 trở đi, nhưng thực tế đã chứng minh chúng rất ít được sử dụng. Trong suốt thời gian xảy ra Chiến tranh thế giới thứ hai, phiên bản hải quân 0,5 inch (12,7 mm) cũng đã được gắn trên tháp pháo các phương tiện đường thủy cỡ nhỏ, như ca nô pháo và thuyền phá ngư lôi.
Súng Mark IV và V đã cải tiến trên Mark II. Dành cho xe tăng hạng nhẹ của Anh, hoặc lắp trên xe quân sự của Biệt đội LRDG trong Chiến dịch Bắc Phi

## Xuất khẩu
Vickers và đạn thay thế được bán rộng rãi trên nhiều quốc gia. Nó cũng là hình mẫu để thiết kế các loại vũ khí khác nhau trên mỗi quốc gia. Ví dụ:
- 6.5 mm Italian
- 6.5 mm Arisaka
- 6.5x54R Dutch
- 7x57 Mauser
- 7.5x55 Swiss
- 7.62x51 NATO
- .30-06 Springfield
- 7.62x54R Russian
- 7.65x53
- 8 mm Lebel

Vickers vẫn còn phục vụ ở các lực lượng vũ trang Ấn Độ Pakistan Nepal, v.v...như vũ khí dự phòng, dùng khẩn cấp cho những trận đánh lớn.

## Thông số kỹ thuật
Trọng lượng của súng thay đổi dựa trên các thiết bị kèm theo, từ 25 - 30 pounds (11–14 kg) đến 40 - 50 pound (18–23 kg). Các thùng đạn chứa 250 viên nặng 22 pound (10,0 kg). Ngoài ra, nó cần khoảng 7,5 lon Anh (4,3 lít) nước để làm mát súng. Các lá xách tản nhiệt được gắn thêm ở vỏ thùng. Hơi nước nóng bốc lên từ thùng giải nhiệt được đưa vào một ống linh hoạt đến một bộ phận ngưng tụ. Việc này tránh bị đối phương phát hiện vị trí đặt súng và cũng cho phép tái sử dụng nước, rất quan trọng trong môi trường sa mạc.

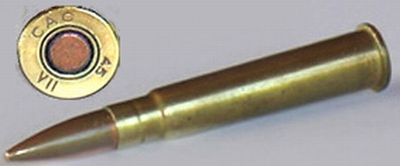
Rimmed, centrefire Mk 7 .303 inch cartridge from World War II.

Tại Anh, súng Vickers dùng đạn chuẩn cho các súng Lee Enfield, rifle cỡ 0.303 inch, thay dây đạn bằng tay. Ngoài ra còn có phiên bản đối-không dùng đạn cỡ 0.5 inch và cỡ nòng khác cho các phiên bản ngoài nước.
Chiều dài của súng là 3 feet 8 inch (112 cm) và tốc độ bắn khoảng giữa 450 và 600 viên đạn mỗi phút. Trong thực tế, nó được dự kiến 10.000 viên trong một giờ bắn, và các thùng đạn sẽ được thay thế mỗi giờ: một thao tác hai phút cho một đội đã được huấn luyện.

## Sử Dụng
Súng và chân của nó được tách rời khi di chuyển vì cả hai đều nặng. Thiết kế của nó không thể vác trên lưng, đó là sự bất tiện phổ biến của vũ khí tự động mà những người dùng sẽ gặp khó khăn mỗi khi di chuyển. Chân súng thường phải được thiết lập chắc chắn để trụ được thân súng, họ thường đào xuống đất một chút và tấn những bao cát lên các điểm tiếp đất của chân súng. Những tấm bạt thấm nước sẽ được phủ xung quanh thùng nước giải nhiệt. Hệ thống làm mát bay hơi, mặc dù cồng kềnh nhưng rất hiệu quả và cho phép các khẩu súng giữ độ chính xác lâu hơn vũ khí đối thủ giải nhiệt bằng gió. Nếu không có sẵn nước, binh sĩ đã biết dùng đến nước tiểu của họ để thay thế.
Người nạp đạn ngồi bên phải của xạ thủ, đỡ các vòng đạn đã được đặt sẵn trong thùng. Súng sẽ tự động rút đạn vào khe và sau đó các dây ống túc được dồn qua phía bên kia trong khi các dây đạn tiếp tục rút vào bên phải và đám bụi đất bốc lên khi súng được bắn liên tục.

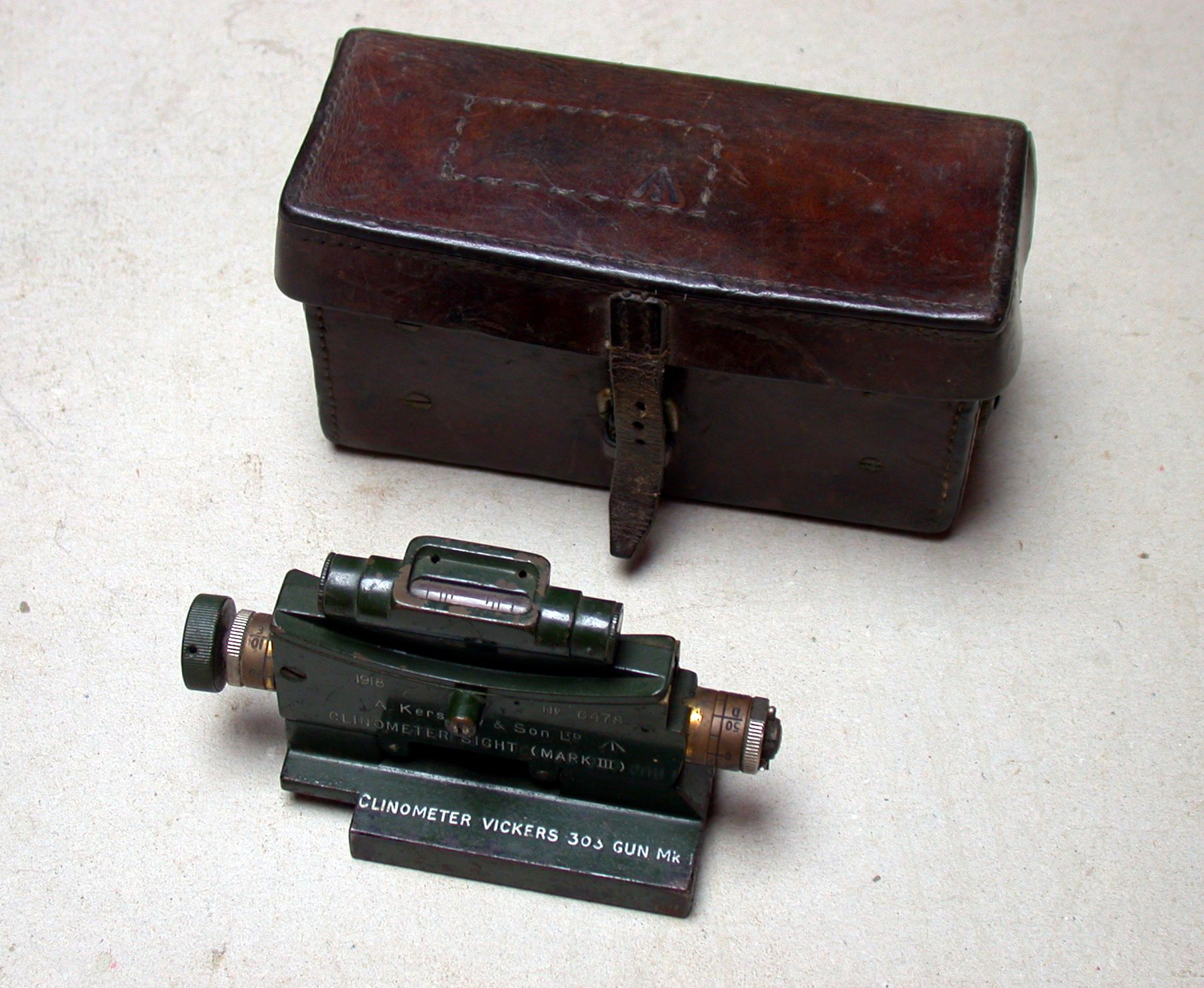
Cân thủy dùng cho súng Vickers.303

Súng Vickers cũng thường được sử dụng cho hỏa lực gián tiếp, sát thương các mục tiêu đối phương ở cự ly lên đến 4.500 yard (4.100 m). Hỏa lực gián tiếp này làm giảm sức mạnh đối phương nhất là những nơi tập trung đông người như các nút giao thông, những đường hào, các điểm đang tập trung hội họp và các nơi khác có thể, được chỉ điểm bởi các trinh sát. Đôi khi các trinh sát kinh nghiệm đánh dấu những mục tiêu trọng yếu trên bản đồ cho các xạ thủ, và sự tấn công về đêm sẽ khiến đối phương không kịp trở tay. Các đơn vị ở New Zealand thường sử dụng cách này. Một đường tròn sẽ được vẽ gần nơi đặt súng, và các xạ thủ sẽ định vị vào những nơi có đánh dấu trong đó và biết tương ứng với mục tiêu cách xa. Những mục tiêu này được kiểm tra lại kỹ lưỡng từ trên cao khi chuẩn bị tấn công. Vũ khí dùng cho hỏa lực gián tiếp này thường là loại MG 08 của Đức, trong đó kèm theo một bản đồ với những tọa độ được tính toán trước.
Ở Anh, trong Thế chiến thứ 2, trung đội súng máy Vickers thường có một sĩ quan chỉ huy bốn khẩu súng, cứ hai khẩu thì được cấp một đội bộ binh hỗ trợ để bảo vệ súng và tiếp tế đạn dược.

## Các Quốc gia Dùng Vickers MG
- Vương quốc Anh
- Albania
- Australia
- Canada
- Sri Lanka
- India
- Pakistan
- New Zealand
- South Africa
- Southern Rhodesia
- Đài Loan
- Trung Quốc
- Czechoslovakia (dùng bốn loại tự sản xuất Mk 30s (Phiên bản Vickers cải tiến) Avia B-534)
- Bolivia
- Egypt
- Pháp Vụ Hàng Không Pháp (SPAD IX and XIII) trong Thế chiến I.
- Ireland
- Luxembourg
- Mexico
- Nepal
- Paraguay
- Philippines
- Bồ Đào Nha Tự sản xuất 1929.
- United States Cấp cho các đơn vị Hoa Kỳ đầu tiên đến Pháp khi thiếu vũ khí trong Thế chiến I
- Việt Nam Dân chủ Cộng hòa
- Việt Nam